# Cidaris
Cidaris är ett släkte av piggsvinssjöborrar.
Enligt World Register of Marine Species (WoRMS) finns 8 arter i släktet.